# Medalha de Ouro Gerhard Herzberg
A Medalha de Ouro Gerhard Herzberg (em inglês:  Gerhard Herzberg Canada Gold Medal for Science and Engineering) é um prêmio em pesquisa do Natural Sciences and Engineering Research Council (NSERC) do Canadá. Antes de 2000 era denominada Canada Gold Medal for Science and Engineering, sendo renomeada em memória de Gerhard Herzberg. É concedida a pesquisadores com atuação no Canadá, sendo o prêmio de pesquisa canadense de maior dotação, 1.000.000 de dólares canadense.

## Recipientes
| Ano  | Recipiente              | Afiliação                                        | Área                    |
| ---- | ----------------------- | ------------------------------------------------ | ----------------------- |
| 1991 | Raymond Lemieux         | Universidade de Alberta                          | Química                 |
| 1992 | William Sefton Fyfe     | Universidade de Western Ontario                  | Ciências da terra       |
| 1993 | Pierre Deslongchamps    | Universidade de Sherbrooke                       | Química                 |
| 1994 | Alan Davenport          | Universidade de Western Ontario                  | Engenharia civil        |
| 1995 | Peter Hochachka         | Universidade da Colúmbia Britânica               | Zoologia                |
| 1996 | Stephen Hanessian       | Universidade de Montreal                         | Química                 |
| 1997 | Keith Brimacombe        | Universidade da Colúmbia Britânica               | Engenharia metalúrgica  |
| 1998 | Keith Usherwood Ingold  | National Research Council                        | Química                 |
| 1999 | James Arthur            | Universidade de Toronto                          | Matemática              |
| 2000 | Howard Alper            | Universidade de Ottawa                           | Química                 |
| 2001 | David Schindler         | Universidade de Alberta                          | Biologia                |
| 2002 | Tito Scaiano            | Universidade de Ottawa                           | Química                 |
| 2003 | Arthur Bruce McDonald   | Queen's University                               | Física                  |
| 2004 | John Smol               | Queen's University                               | Biologia                |
| 2005 | David Dolphin           | Universidade da Colúmbia Britânica               | Bioquímica              |
| 2006 | John Richard Bond       | Universidade de Toronto                          | Astrofísica             |
| 2007 | John Charles Polanyi    | Universidade de Toronto                          | Química                 |
| 2008 | Paul Corkum             | Universidade de Ottawa National Research Council | Física                  |
| 2009 | Gilles Brassard         | Universidade de Montreal                         | Ciência da computação   |
| 2010 | Geoffrey Hinton         | Universidade de Toronto                          | Inteligência artificial |
| 2011 | William Richard Peltier | Universidade de Toronto                          | Ciências da terra       |
| 2012 | Stephen Cook            | Universidade de Toronto                          | Ciência da computação   |
| 2013 | Ford Doolittle          | Dalhousie University                             | Bioquímica              |
| 2014 | Axel Becke              | Dalhousie University                             | Química                 |